# Eois saria
Eois saria là một loài bướm đêm trong họ Geometridae.